# .30 Super Carry
O .30 Super Carry (ou 30 S Carry) é um cartucho de fogo central para pistola, sem aro lançado pela Federal Premium no início de 2022.

## Descrição
O .30 Super Carry foi projetado como concorrente do Luger 9×19mm e .380 ACP para uso em armas semiautomáticas, onde suas dimensões menores se destinam a permitir maior capacidade do carregador sem aumentar o tamanho físico do carregador ou diminuir o desempenho do cartucho. O desempenho balístico do cartucho é considerado por seus fabricantes como rival do 9×19 Luger.
A munição, quando inicialmente lançada pela Federal, foi carregada para 45.000 libras por polegada quadrada (psi). A classificação de pressão média máxima para este cartucho é 52.000 psi.
Entre as primeiras pistolas comercializadas no .30 Super Carry estavam a Smith & Wesson Shield EZ 30 SC [en] e a Shield Plus 30 SC.